# Пенкун
Пенкун (нім. Penkun) — місто в Німеччині, розташоване в землі Мекленбург-Передня Померанія. Входить до складу району Передня Померанія-Грайфсвальд. Складова частина об'єднання громад Лекніц-Пенкун.
Площа — 78,64 км2. Населення становить 1765 ос. (станом на 31 грудня 2020).

## Галерея

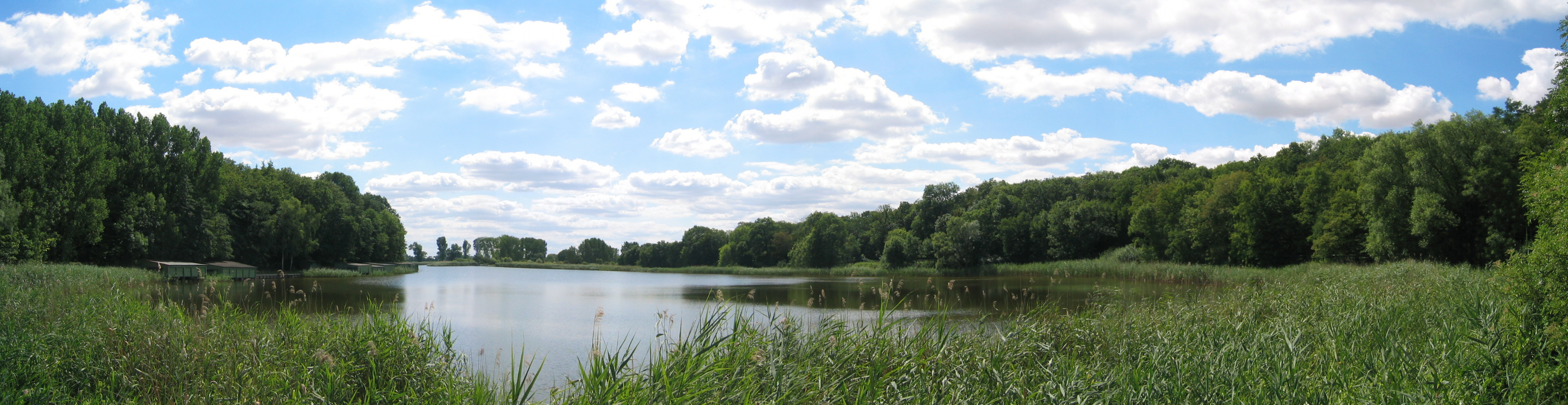
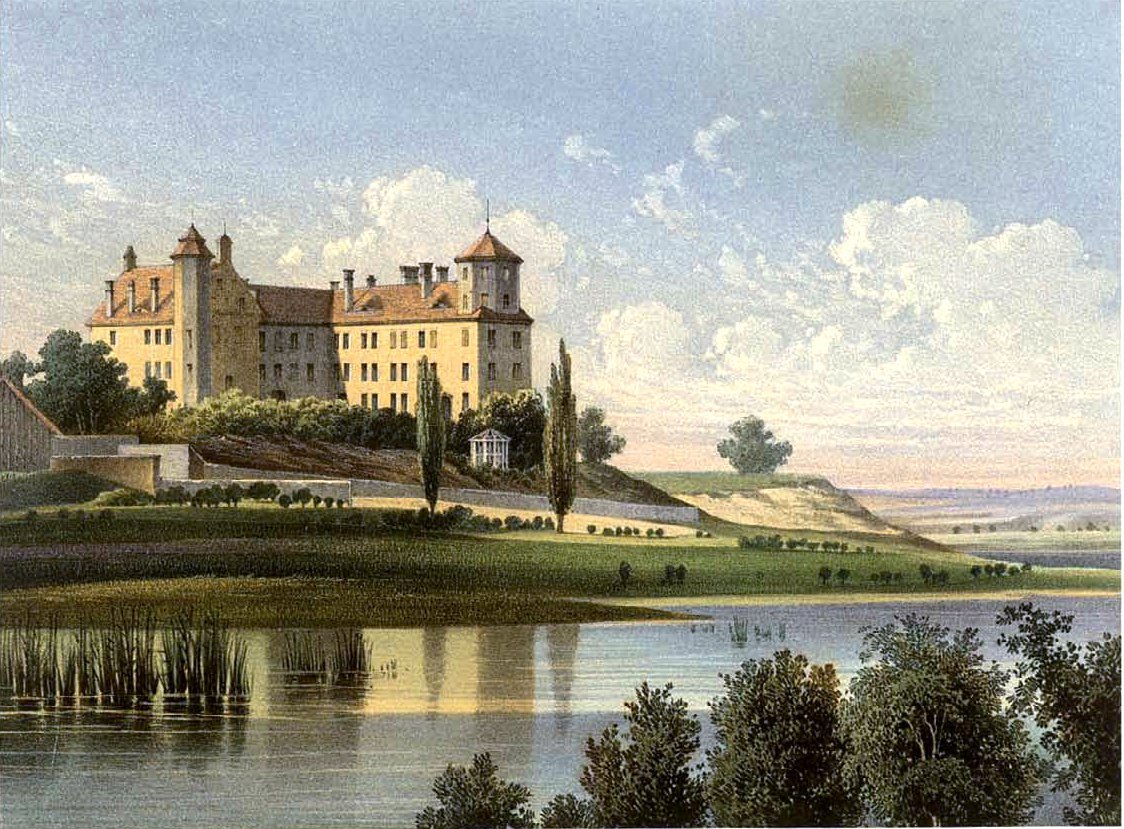
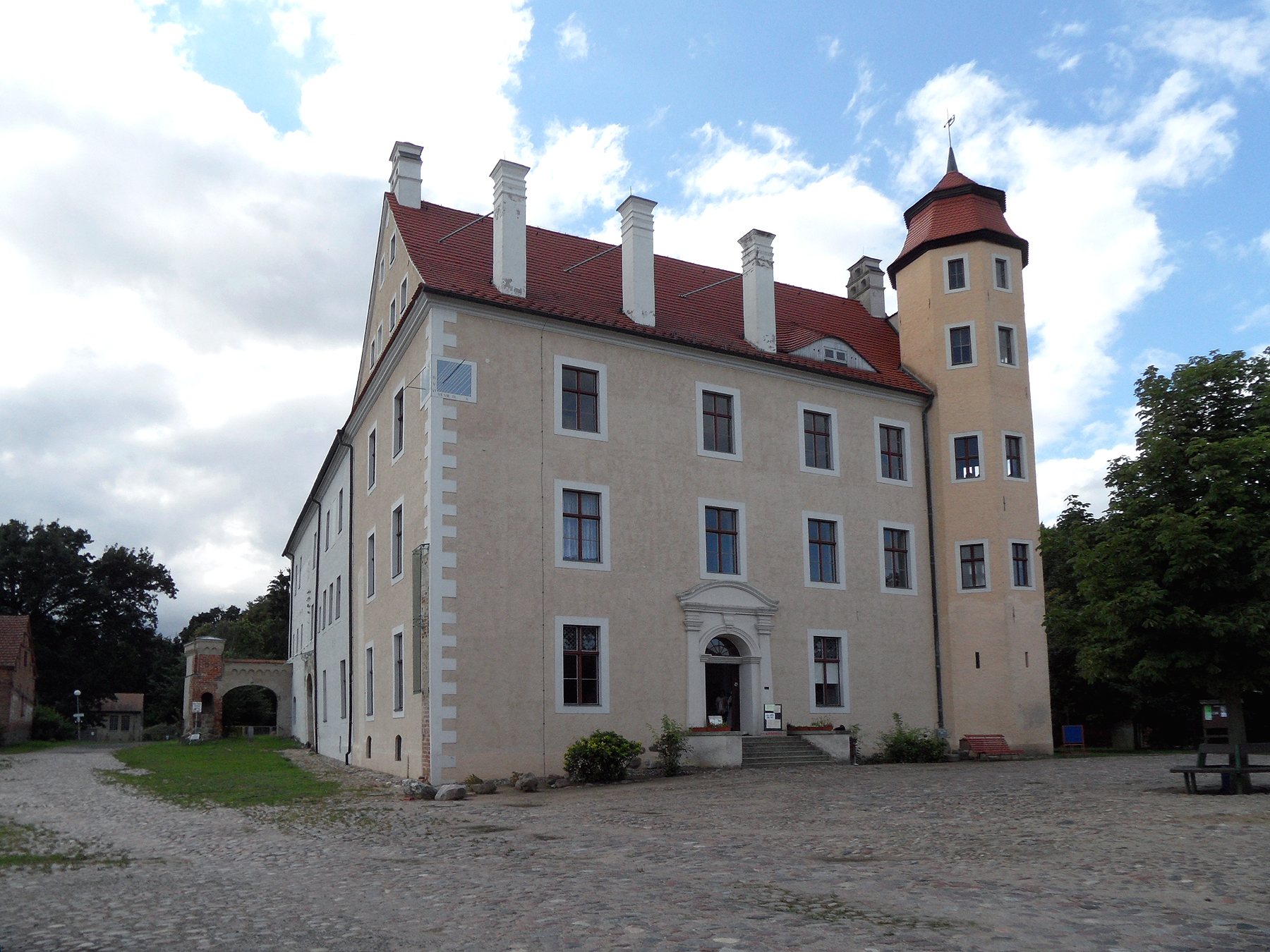
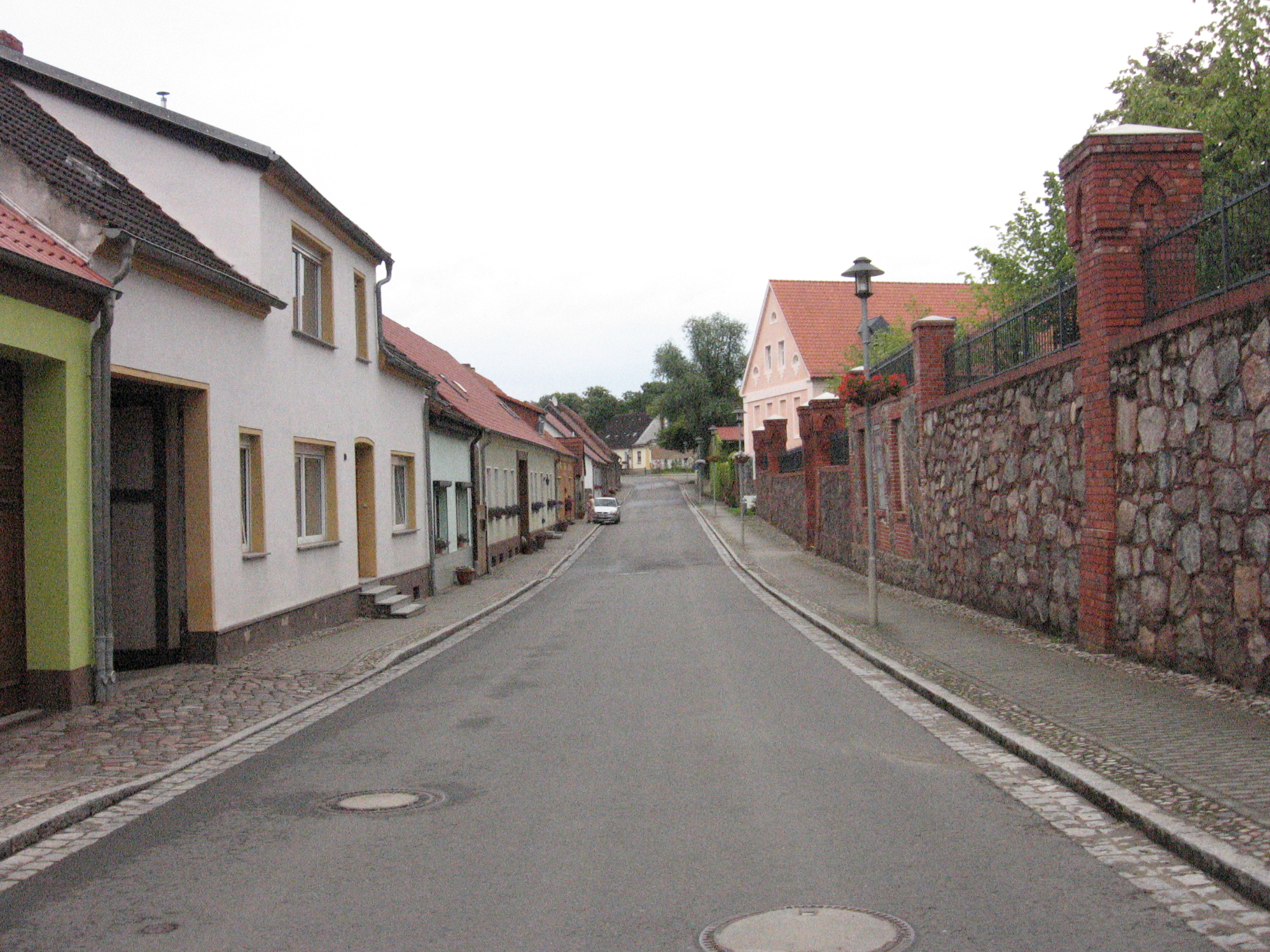